# 짐 테이텀
짐 테이텀(Jim Tatum, 1967년 10월 19일 ~ )은 전 KBO 리그 LG 트윈스의 외국인 선수였는데 2000년 개막전에서 3타수 3안타 2홈런 4타점으로 공격에서 화려한 신고식을 펼쳤고   수비에서 강한 어깨를 선보이며 맹활약했으나 전지훈련에서 당한  어깨 부상이 재발하여   타격감이 하락했고 급기야 허리 부상까지 당하여   한 달만에 퇴출됐다.
그 뒤, 대체 용병으로 들어온 쿡슨이 12경기 동안 5홈런을 때려내며 괴력을 발휘했으나 손가락 부상으로 20경기 만에 퇴출되자 쿡슨의 대체 용병 물망에 올랐지만  삼성에서 스미스가 웨이버 공시되며 스미스를 붙잡아 무산됐다.
1. ↑  김세중 (2014년 4월 30일). “[기획] LG의 암흑기와 외국인 타자의 잔혹사! 그리고, 신이 된 사나이 페타신!”. 인벤. 2023년 11월 15일에 확인함.
2. ↑  연합 (2000년 3월 21일). “[프로야구]외국인선수 희비 쌍곡선”. 세계일보. 2023년 11월 15일에 확인함.
3. ↑  김세중 (2014년 4월 30일). “[기획] LG의 암흑기와 외국인 타자의 잔혹사! 그리고, 신이 된 사나이 페타신!”. 인벤. 2023년 11월 15일에 확인함.
4. ↑  유해길 (2000년 5월 16일). “[프로야구]양준혁, 연타석 홈런으로 회복세”. 세계일보. 2023년 11월 15일에 확인함.
5. ↑  유신모 (2000년 7월 28일). “스미스 LG행... 내달초부터 지명타자로”. 경향신문. 2023년 11월 15일에 확인함.
6. ↑  유신모 (2000년 7월 28일). “스미스 LG행... 내달초부터 지명타자로”. 경향신문. 2023년 11월 15일에 확인함.